# Закон выжившего
«Закон выжившего» (фр. La Loi du survivant ) — французский художественный фильм режиссёра Жозе Джованни, снятый по его роману «Искатели приключений» (фр.  Les Aventuriers). Во время первого показа во Франции в 1967 году фильм собрал аудиторию в количестве 0,6 млн зрителей.

## Сюжет
1958 год. Стэн Крол, по прозвищу Калмык, — ветеран войны в Индокитае и искатель приключений. Он сделал себе состояние откопав с двумя друзьями где-то в Азии сказочные сокровища. Во время их поездки один из компаньонов был убит, и теперь Крол решает посетить могилу своего друга на Корсике. По возвращении в Аяччо ещё один корсиканский друг, Галинетти, приглашает его в таинственный особняк, охраняемый свирепыми собаками. Оказавшись внутри дома, Kрол встречает Элен, молодую женщину, которая без возражений отдается всякому, кого к ней направит хозяин дома. Когда Крол замечает необъяснимый страх Элен, он снова отправляется в тот дом, чтобы выкупить девушку. Но хозяева дома отказываются продавать Элен, и он решает её выкрасть. Им удаётся бежать, и при этом Крол убивает собак. Вскоре влюблённые чувствуют преследование со стороны обитателей особняка, но Крол учит Элен справляться с её паникой и внушает ей, что труднее всего преодолеть страх смерти. Затем преследователи провоцируют его на дуэль, но не из-за Элен, а из-за убийства собак. С большим трудом Крол выходит победителем. Но в тот момент, когда он, наконец, собирается покинуть Корсику с Элен, возникает персонаж с маской на лице. Это главный обитатель особняка, которого когда-то Элен из трусости выдала немцам и который теперь, обезображенный, заставляет её в отместку заниматься проституцией. Он предоставляет молодым людям свободу, но рассказывает Кролу всю правду об Элен. Она убегает и забирается на парапет крепостной стены. Крол, пошедший на поиски Элен, видит её снизу. Он молча наблюдает за ней. Она бросается в пустоту.

## Экранизации романа
«Закон выжившего» — это режиссёрский дебют в кино прозаика Жозефа Дамиани, более известного как Жозе Джованни. Фильм Джованни является экранизацией второй части его романа «Искатели приключений» (фр. Les Aventuriers). На основе первой части книги в том же году режиссёром Робером Энрико (фр. Gino Robert Enrico) был снят одноимённый фильм с Аленом Делоном в главной роли. Джованни остался недоволен режиссёрской трактовкой Энрико, и его собственная версия не была им задумана как сиквел.
Эти две работы различаются также по жанру:  если картина Робера Энрико снята в жанре приключенческого фильма, то  Джованни создал своего рода сдержанный интеллектуальный триллер, непохожий на его последующую, более коммерческую, продукцию.
Герой фильма «Закон выжившего» по имени Стэн Крол в романе Джованни, а также в фильме «Искатели приключений» с Лино Вентурой в этой роли, носит имя Ролан Дарбан (фр. Roland Darbant). Этот персонаж был заимствован автором из его первого биографического романа «Дыра» (фр. Le Trou ) и не имеет ничего общего со своим прототипом.

## Исполнители главных ролей
Наряду с профессиональными актёрами: Александрой Стюарт (фр. Alexandra Stewart ), сыгравшей в фильме Элен, и Роже Бленом (фр. Roger Blin), исполнившим роль Пао, тюремщика и участника Сопротивления, Джованни пригласил на первую для него главную роль Стэна Крола бывшего спортсмена Мишеля Константена, знакомого ему по экранизациям его романов «Дыра» и «Горлопаны». Участие в фильме станет для Константена важным событием дальнейшей кинематографической карьеры.

## В ролях
- Мишель Константен : Стэн Крол, или Калмык
- Александра Стюарт : Элен
- Эдвин Моатти : Мария, сестра Пао
- Роже Блен : Пао, участник Сопротивления
- Альбер Даньян : Галинетти
- Жан Франваль : «садовник»
- Фредерик Ламбр : брат Пао
- Даниэль Мусманн : брат Пао
- Кристиан Барбье

## Съёмочная группа
- Режиссёр : Жозе Джованни
- Сценарий и диалоги : Жозе Джованни, по его роману «Искатели приключений» (Галлимар, 1960)
- Продюсер : Вера Бельмон
- Оператор-постановщик : Жорж Барский
- Звукорежиссёр : Антуан Бонфанти
- Композитор : Франсуа де Рубэ
  - Песня «Elles ne se referment plus»:
  - музыка : Франсуа де Рубэ
  - стихи : Юг Офрэ и Влин Бюгги (фр.  Vline Buggy)
  - исполняет Юг Офрэ